# No Filter Tour

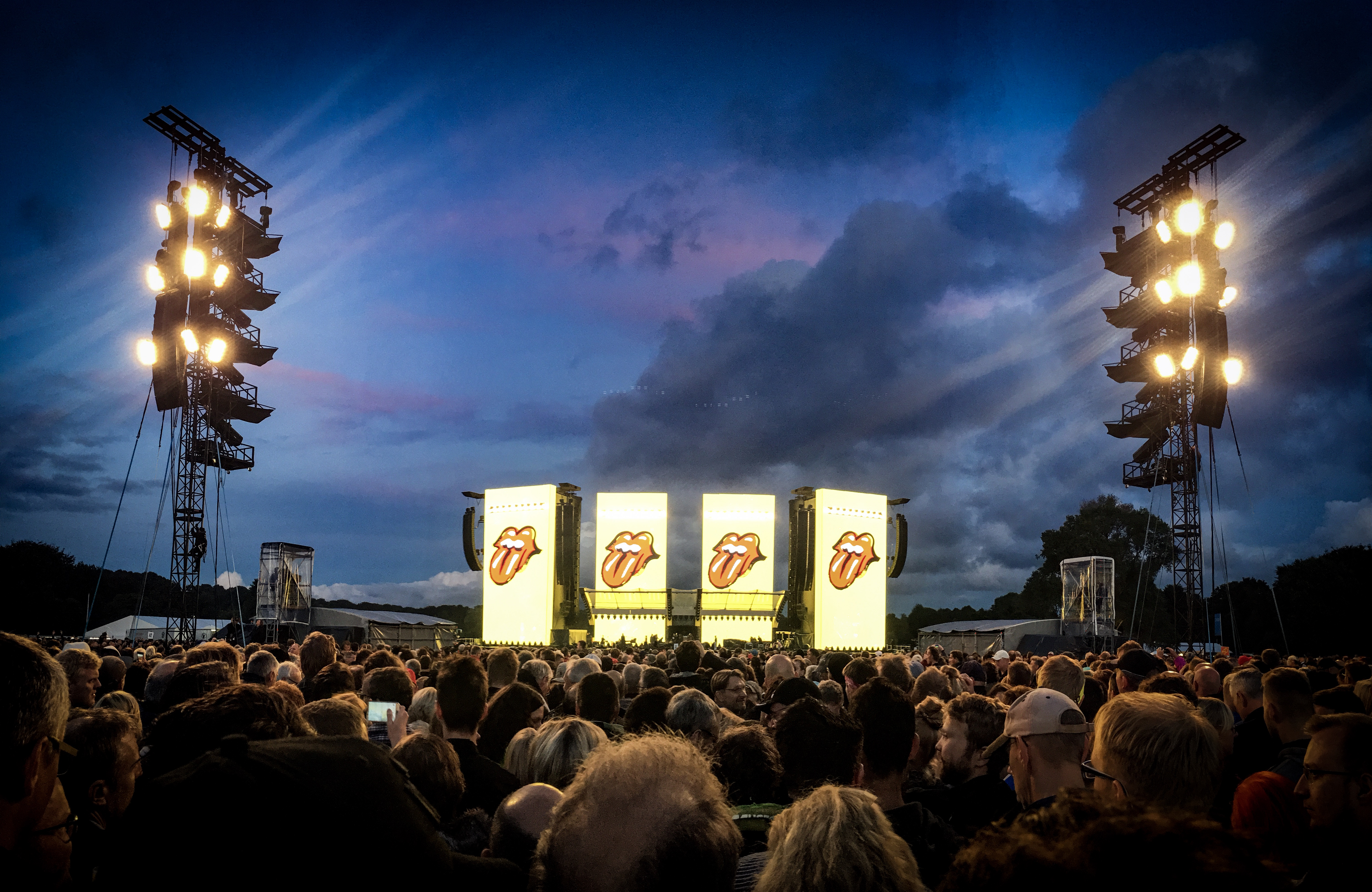
Die Bühne der No Filter Tour im Hamburger Stadtpark, 2017

Die No Filter Tour war eine Konzerttournee der Rolling Stones durch Europa und Nordamerika. Sie begann am 9. September 2017 im Hamburger Stadtpark und endete am 23. November 2021 in Hollywood, Florida. Die Tour bestand aus vier Abschnitten: vom 9. September 2017 bis zum 25. Oktober 2017, vom 17. Mai 2018 bis zum 8. Juli 2018, vom 21. Juni 2019 bis zum 30. August 2019 sowie vom 20. September 2021 bis zum 23. November 2021. Die ersten beiden Teile fanden in Europa statt, der dritte und vierte in Nordamerika, vor allem in den USA. Der dritte Abschnitt musste wegen Mick Jaggers Herzoperation im April 2019 verschoben werden.
Infolge der COVID-19-Pandemie wurde die Tournee 2020 unterbrochen. Für die Fortsetzung der Tournee ab dem 20. September 2021 wurde angekündigt, dass Charlie Watts aufgrund der notwendigen Erholung von einem medizinischen Eingriff durch Steve Jordan vertreten werde. Dieser hatte bereits als Gastmusiker auf dem Album Dirty Work (1986) mitgewirkt und war von 1988 bis 1993 Mitglied von Keith Richards Band X-Pensive Winos gewesen. Watts starb am 24. August 2021 an den Folgen einer Operation. Sein letztes Konzert mit den Stones hatte er am 30. August 2019 in Miami Gardens gespielt. Mit Einnahmen in Höhe von 546 Millionen Dollar ist No Filter (Stand: Februar 2023) die sechsterfolgreichste Konzerttournee der Geschichte.

## Setlist
Setlist des Konzerts vom 9. Oktober 2017 – Esprit Arena Düsseldorf:
1. Sympathy for the Devil
2. It’s Only Rock ’n’ Roll (But I Like It)
3. Tumbling Dice
4. Just Your Fool (Buddy Johnson Cover)
5. Ride ’Em On Down (Jimmy Reed Cover)
6. Bitch
7. Get Off of My Cloud
8. You Can’t Always Get What You Want
9. Paint It Black
10. Honky Tonk Women
11. Happy (Keith Richards singt)
12. Slipping Away (Keith Richards singt)
13. Miss You
14. Midnight Rambler
15. Street Fighting Man
16. Start Me Up
17. Brown Sugar
18. Jumpin’ Jack Flash
19. Gimme Shelter
20. (I Can’t Get No) Satisfaction

Setlist des Konzerts vom 22. Juni 2018 – Olympiastadion Berlin:
1. Street Fighting Man
2. It’s Only Rock ’n’ Roll (But I Like It)
3. Tumbling Dice
4. Just Your Fool (Buddy Johnson Cover)
5. Like a Rolling Stone (Bob Dylan Cover)
6. She’s a Rainbow
7. You Can’t Always Get What You Want
8. Paint It Black
9. Honky Tonk Women
10. Slipping Away (Keith Richards singt)
11. Before They Make Me Run (Keith Richards singt)
12. Sympathy for the Devil
13. Miss You
14. Midnight Rambler
15. Start Me Up
16. Jumpin’ Jack Flash
17. Brown Sugar
18. Gimme Shelter
19. (I Can’t Get No) Satisfaction

Setlist des Konzerts vom 21. Juni 2019 – Soldier Field, Chicago:
1. Street Fighting Man
2. Let’s Spend the Night Together
3. Tumbling Dice
4. Sad Sad Sad
5. You Got Me Rocking
6. You Can’t Always Get What You Want
7. Angie (Akustik)
8. Dead Flowers (Akustik)
9. Sympathy for the Devil
10. Honky Tonk Women
11. You Got the Silver (KR)
12. Before They Make Me Run (KR)
13. Miss You
14. Paint It Black
15. Midnight Rambler
16. Start Me Up
17. Jumpin’ Jack Flash
18. Brown Sugar
19. Gimme Shelter
20. (I Can’t Get No) Satisfaction

| Songs                                   | Wie oft diese gespielt wurden |
| --------------------------------------- | ----------------------------- |
| (I Can’t Get No) Satisfaction           | 59                            |
| Gimme Shelter                           | 59                            |
| Honky Tonk Women                        | 59                            |
| Jumpin’ Jack Flash                      | 59                            |
| Midnight Rambler                        | 59                            |
| Miss You                                | 59                            |
| Paint It Black                          | 59                            |
| Start Me Up                             | 59                            |
| Sympathy for the Devil                  | 59                            |
| Tumbling Dice                           | 59                            |
| You Can’t Always Get What You Want      | 59                            |
| Brown Sugar                             | 45                            |
| Street Fighting Man                     | 45                            |
| It’s Only Rock ’n’ Roll (but I like it) | 36                            |
| Before They Make Me Run                 | 33                            |
| Slippin’ Away                           | 33                            |
| Ride ’Em Down                           | 23                            |
| Let’s Spend The Night Together          | 22                            |
| Happy                                   | 20                            |
| Just Your Fool                          | 20                            |
| You’ve Got the Silver                   | 18                            |
| Dead Flowers                            | 16                            |
| Living in a Ghost Town                  | 14                            |
| 19th Nervous Breakdown                  | 13                            |
| Under My Thumb                          | 13                            |
| Sweet Virginia                          | 12                            |
| Connection                              | 11                            |
| Like a Rolling Stone                    | 9                             |
| You Got Me Rocking                      | 9                             |
| She’s a Rainbow                         | 8                             |
| Angie                                   | 7                             |
| Get Off My Cloud                        | 6                             |
| Beast of Burden                         | 5                             |
| Bitch                                   | 5                             |
| Dancing With Mr. D                      | 5                             |
| Let It Bleed                            | 5                             |
| Out Of Control                          | 5                             |
| Rocks Off                               | 5                             |
| Sad Sad Sad                             | 5                             |
| Wild Horses                             | 5                             |
| Monkey Man                              | 4                             |
| Play With Fire                          | 4                             |
| Doo Doo Doo Doo Doo (Heartbreaker)      | 3                             |
| Fool to Cry                             | 3                             |
| She’s So Cold                           | 3                             |
| The Worst                               | 3                             |
| Troubles a' Comin                       | 3                             |
| Hate to See You Go                      | 2                             |
| Ruby Tuesday                            | 2                             |
| Shattered                               | 2                             |
| Ain’t Too Proud To Beg                  | 1                             |
| All Down the Line                       | 1                             |
| Con le mie lacrime (As Tears Go By)     | 1                             |
| Far Away Eyes                           | 1                             |
| Harlem Shuffle                          | 1                             |
| Mercy, Mercy                            | 1                             |
| Neighbours                              | 1                             |
| Shine a Light                           | 1                             |

## Tourneedaten
| Datum              | Ort              | Land        | Veranstaltungsort            | Vorgruppe                                          | Zuschauer | Einnahmen    |
| Europa             | Europa           | Europa      | Europa                       | Europa                                             | Europa    | Europa       |
| ------------------ | ---------------- | ----------- | ---------------------------- | -------------------------------------------------- | --------- | ------------ |
| 9. September 2017  | Hamburg          | Deutschland | Festwiese im Stadtpark       | Kaleo                                              | 81.193    | $11,954,300  |
| 12. September 2017 | München          | Deutschland | Olympiastadion               | Kaleo                                              | 72.637    | $11,792,289  |
| 16. September 2017 | Spielberg        | Österreich  | Red Bull Ring                | John Lee Hooker Jr. Kaleo                          | 95.004    | $11,202,349  |
| 20. September 2017 | Zürich           | Schweiz     | Stadion Letzigrund           | The Struts                                         | 48.963    | $10,304,275  |
| 23. September 2017 | Lucca            | Italien     | Mura Storiche                | The Struts                                         | 56.004    | $7,618,277   |
| 27. September 2017 | Barcelona        | Spanien     | Olympiastadion               | Los Zigarros                                       | 58.622    | $8,769,703   |
| 30. September 2017 | Amsterdam        | Niederlande | Amsterdam Arena              | De Staat                                           | 54.791    | $8,762,079   |
| 3. Oktober 2017    | Kopenhagen       | Dänemark    | Telia Parken                 | Rival Sons                                         | 47.002    | $8,510,736   |
| 9. Oktober 2017    | Düsseldorf       | Deutschland | Esprit-Arena                 | Rival Sons                                         | 43.295    | $8,487,199   |
| 12. Oktober 2017   | Solna            | Schweden    | Friends Arena                | The Hellacopters                                   | 53.770    | $7,880,697   |
| 15. Oktober 2017   | Arnheim          | Niederlande | GelreDome                    | Leon Bridges                                       | 35.338    | $6,146,461   |
| 19. Oktober 2017   | Nanterre (Paris) | Frankreich  | U Arena                      | Cage the Elephant                                  | 109.126   | $18,529,324  |
| 22. Oktober 2017   | Nanterre (Paris) | Frankreich  | U Arena                      | Cage the Elephant                                  | 109.126   | $18,529,324  |
| 25. Oktober 2017   | Nanterre (Paris) | Frankreich  | U Arena                      | Cage the Elephant                                  | 109.126   | $18,529,324  |
| 17. Mai 2018       | Dublin           | Irland      | Croke Park                   | The Academic                                       | 64.823    | $8,771,102   |
| 22. Mai 2018       | London           | England     | Olympiastadion               | Liam Gallagher                                     | 137.475   | $20,496,695  |
| 25. Mai 2018       | London           | England     | Olympiastadion               | Florence + the Machine                             | 137.475   | $20,496,695  |
| 29. Mai 2018       | Southampton      | England     | St. Mary’s Stadium           | The Vaccines                                       | 26.582    | $3,676,860   |
| 2. Juni 2018       | Coventry         | England     | Ricoh Arena                  | The Specials                                       | 31.599    | $4,120,042   |
| 5. Juni 2018       | Manchester       | England     | Old Trafford                 | Richard Ashcroft                                   | 46.898    | $7,321,969   |
| 9. Juni 2018       | Edinburgh        | Schottland  | Murrayfield Stadium          | Richard Ashcroft                                   | 54.221    | $8,187,100   |
| 15. Juni 2018      | Cardiff          | Wales       | Millennium Stadium           | Elbow                                              | 48.716    | $6,635,778   |
| 19. Juni 2018      | London           | England     | Twickenham Stadium           | James Bay                                          | 55.000    | $11,105,252  |
| 22. Juni 2018      | Berlin           | Deutschland | Olympiastadion               | The Kooks                                          | 67.295    | $12,113,470  |
| 26. Juni 2018      | Marseille        | Frankreich  | Stade Vélodrome              | The Glorious Sons                                  | 57.409    | $9,591,041   |
| 30. Juni 2018      | Stuttgart        | Deutschland | Mercedes-Benz-Arena          | The Kooks                                          | 43.291    | $8,785,685   |
| 4. Juli 2018       | Prag             | Tschechien  | Flugplatz Prag-Letňany       | Pražský výběr                                      | 65.250    | $8,674,940   |
| 8. Juli 2018       | Warschau         | Polen       | PGE Narodowy                 | Troy “Trombone Shorty” Andrews & Orleans Avenue    | 52.355    | $8,364,676   |
| Nordamerika        |                  |             |                              |                                                    |           |              |
| 21. Juni 2019      | Chicago          | USA         | Soldier Field                | St. Paul and the Broken Bones                      | 98,228    | $21,741,564  |
| 25. Juni 2019      | Chicago          | USA         | Soldier Field                | Whiskey Myers                                      | 98,228    | $21,741,564  |
| 29. Juni 2019      | Oro-Medonte      | Kanada      | Burl's Creek Event Grounds   | The Beaches The Glorious Sons Sloan Dwayne Gretzky | —         | —            |
| 3. Juli 2019       | Landover         | USA         | FedExField                   | Ghost Hounds                                       | 39,082    | $9,257,202   |
| 7. Juli 2019       | Foxborough       | USA         | Gillette Stadium             | Gary Clark Jr.                                     | 49,669    | $11,675,732  |
| 15. Juli 2019      | New Orleans      | USA         | Mercedes-Benz Superdome      | Ivan Neville's Dumpstaphunk The Soul Rebels        | 35,023    | $7,163,692   |
| 19. Juli 2019      | Jacksonville     | USA         | TIAA Bank Field              | The Revivalists                                    | 50,358    | $10,198,392  |
| 23. Juli 2019      | Philadelphia     | USA         | Lincoln Financial Field      | Des Rocs                                           | 51,115    | $11,741,373  |
| 27. Juli 2019      | Houston          | USA         | NRG Stadium                  | Bishop Gunn                                        | 45,958    | $11,068,397  |
| 1. August 2019     | East Rutherford  | USA         | MetLife Stadium              | The Wombats                                        | 104,964   | $25,510,438  |
| 5. August 2019     | East Rutherford  | USA         | MetLife Stadium              | Lukas Nelson & Promise of the Real                 | 104,964   | $25,510,438  |
| 10. August 2019    | Denver           | USA         | Broncos Stadium at Mile High | Nathaniel Rateliff & the Night Sweats              | 58,846    | $13,494,183  |
| 14. August 2019    | Seattle          | USA         | CenturyLink Field            | Lukas Nelson & Promise of the Real                 | 53,363    | $11,835,818  |
| 18. August 2019    | Santa Clara      | USA         | Levi's Stadium               | Vista Kicks                                        | 47,578    | $11,496,719  |
| 22. August 2019    | Pasadena         | USA         | Rose Bowl                    | Kaleo                                              | 56,974    | $13,113,319  |
| 26. August 2019    | Glendale         | USA         | State Farm Stadium           | Kaleo                                              | 52,726    | $9,747,170   |
| 30. August 2019    | Miami Gardens    | USA         | Hard Rock Stadium            | Juanes                                             | 40,768    | $9,762,771   |
| USA                |                  |             |                              |                                                    |           |              |
| 20. September 2021 | Foxborough       | USA         | Gillette Stadium             | -                                                  | -         | -            |
| 26. September 2021 | St. Louis        | USA         | The Dome at America's Center | The Revivalists                                    | 38,669    | $7,203,265   |
| 30. September 2021 | Charlotte        | USA         | Bank of America Stadium      | Ghost Hounds                                       | 42,577    | $9,074,182   |
| 4. Oktober 2021    | Pittsburgh       | USA         | Heinz Field                  | Ghost Hounds                                       | 43,702    | $8,781,607   |
| 9. Oktober 2021    | Nashville        | USA         | Nissan Stadium               | Ghost Hounds                                       | 42,964    | $8,947,952   |
| 14. Oktober 2021   | Inglewood        | USA         | SoFi Stadium                 | Ghost Hounds                                       | 81,676    | $18,887,679  |
| 17. Oktober 2021   | Inglewood        | USA         | SoFi Stadium                 | The Glorious Sons                                  | 81,676    | $18,887,679  |
| 24. Oktober 2021   | Minneapolis      | USA         | U.S. Bank Stadium            | Black Pumas                                        | 38,727    | $8,039,757   |
| 29. Oktober 2021   | Tampa            | USA         | Raymond James Stadium        | Ghost Hounds                                       | 52,075    | $11,378,033  |
| 2. November 2021   | Dallas           | USA         | Cotton Bowl                  | Juanes                                             | 42,469    | $8,965,725   |
| 6. November 2021   | Paradise (NV)    | USA         | Allegiant Stadium            | Måneskin                                           | 42,600    | $14,804,562  |
| 11. November 2021  | Atlanta          | USA         | Mercedes-Benz Stadium        | Zac Brown Band                                     | 49,915    | $11,125,641  |
| 15. November 2021  | Detroit          | USA         | Ford Field                   | Ayron Jones                                        | 40,250    | $8,289,779   |
| 20. November 2021  | Austin           | USA         | Circuit of The Americas      | Ghost Hounds                                       | 54,854    | $10,078,193  |
| 23. November 2021  | Hollywood (FL)   | USA         | Hard Rock Live               | Ghost Hounds                                       | 6,725     | $5,330,360   |
| TOTAL              | TOTAL            | TOTAL       | TOTAL                        | TOTAL                                              | 2,867,799 | $546,515,804 |

## Band

### The Rolling Stones
- Mick Jagger: Leadsänger, Gitarre, Harmonica, Perkussion, Keyboard
- Keith Richards: Gitarre, Gesang
- Charlie Watts: Schlagzeug (bis 2019)
- Ronnie Wood: Gitarre

### Begleitmusiker
- Darryl Jones: E-Bass, Backgroundsänger
- Sasha Allen: Backgroundsängerin
- Karl Denson: Saxophon
- Tim Ries: Saxophon, Keyboard
- Chuck Leavell: Keyboard, Backgroundsänger, Perkussion
- Matt Clifford: Keyboard, Perkussion, Horn
- Bernard Fowler: Backgroundsänger, Perkussion
- Steve Jordan: Schlagzeug (ab 2021)